# Dina (film, 2002)
Pour les articles homonymes, voir Dina.
Ne doit pas être confondu avec Dina (film, 2017).
Pour plus de détails, voir Fiche technique et Distribution.
Dina (I Am Dina) est un film dramatique réalisé par Ole Bornedal, sorti en 2002, avec Maria Bonnevie, Christopher Eccleston, Gérard Depardieu, Mads Mikkelsen et une musique de Marco Beltrami. C'est une coproduction entre la Suède, la France, la Norvège, l'Allemagne et le Danemark.
Le film est tiré de la trilogie Le Livre de Dina, de l'écrivaine norvégienne Herbjørg Wassmo.

## Synopsis
Durant les années 1840, dans une petite ville portuaire de Norvège. Dina, une jeune fille solitaire et sensuelle, vit avec le traumatisme de la mort de sa mère, qu'elle a accidentellement provoquée durant son enfance.
Rejetée par son père, elle devient une créature sauvage et fougueuse qui refuse toutes les règles de son époque. Seul son précepteur, Lorch, parvient à la faire sortir de son mutisme en lui communiquant sa passion dévorante pour le violoncelle.
Sortant peu à peu de son isolement, Dina devient une femme de caractère, imprévisible et obstinée. Amante passionnée, dépassant les conventions de son mariage arrangé, Dina s'engage pleinement dans des amours tumultueuses pour prendre sa revanche sur la vie.

## Fiche technique
- Titre : Dina
- Titre original : I Am Dina
- Réalisation : Ole Bornedal
- Scénario : Ole Bornedal et Jonas Cornell d'après le roman Dina's Book de Herbjørg Wassmo
- Musique : Marco Beltrami
- Photographie : Dan Laustsen
- Montage : Thomas Krag et Molly Malene Stensgaard
- Production : Paulo Branco, Axel Helgeland et Per Holst
- Société de production : ApolloMedia Distribution, Felicia Film, Gemini Film, Mandarin Films, Nordisk Film, Northern Lights, Per Holst Filmproduktion, TF1 International et TNT Film Productions
- Société de distribution : SND Films (France)
- Pays :  Norvège,  Suède,  France,  Allemagne et  Danemark
- Genre : drame
- Durée : 125 minutes
- Dates de sortie : 
  -  Norvège : 8 mars 2002
  -  France : 9 avril 2003

## Distribution
- Maria Bonnevie : Dina
- Christopher Eccleston : Leo Zukowski
- Gérard Depardieu : Jacob Greenlow
- Mads Mikkelsen : Niels, un beau-fils de Jacob
- Jørgen Langhelle : Anders, un beau-fils de Jacob
- Hans Matheson : Tomas
- Bjørn Floberg : Edvard, le père de Dina
- Pernilla August : Hjertrud, la mère de Dina
- Amanda Jean Kvakland (no) : Dina enfant
- Søren Sætter-Lassen (en) : Lorch, le précepteur de Dina
- Wenche Foss : Karen, la mère de Jacob